# Klin (matematyka)

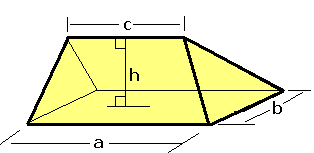

Klin – wielościan, którego podstawą jest prostokąt, a ścianami bocznymi dwa trapezy równoramienne i dwa trójkąty równoramienne.

## Wzory
Jeżeli przez a i b oznaczy się boki podstawy, przez c krawędź tworzoną przez dwie podstawy trapezów, a przez h wysokość klina, to objętość bryły jest równa:
{\displaystyle V={\frac {h\cdot b}{6}}(2a+c)}
Pole powierzchni można obliczyć wzorem:
{\displaystyle S=ab+(a+c){\sqrt {h^{2}+{\frac {b^{2}}{4}}}}+b{\sqrt {h^{2}+{\frac {(a-c)^{2}}{4}}}}}